# Microsoft Press
Microsoft Press, Ms PRESS – wydawnictwo poświęcone produktom i technologiom Microsoftu. Książki tego wydawnictwa dotyczą serwerów, systemów operacyjnych, języków programowania, technologii internetowych, bezpieczeństwa, oprogramowania narzędziowego oraz użytkowego, będących produktami Microsoftu, bądź też migracji do nich z produktów innych firm.
Pisane są przez ludzi tworzących te technologie lub ekspertów i praktyków w tej dziedzinie. W większości są to książki anglojęzyczne, choć coraz częściej pojawiają się ich polskie tłumaczenia wydawane przez polskich wydawców. Należą do nich między innymi: APN Promise, Helion, ReadMe. Książki wydawnictwa Microsoft PRESS adresowane są do szerokiego spectrum odbiorców – począwszy od początkujących użytkowników systemów i aplikacji (seria „Step by Step” lub w polskiej wersji „Krok po kroku”), poprzez średnio-zaawansowanych, aż do zaawansowanych profesjonalistów IT.
Do tych ostatnich grup adresowane są między innymi następujące serie:
- Administrator’s Pocket Consultant (Vademecum Administratora) – podręczne kompendia wiedzy przeznaczone do codziennego użytku dla administratorów,
- Training Kit – podręczniki związane tematycznie z zakresem egzaminów certyfikacyjnych Microsoft, jak również będące podręcznikiem dla zajmujących się danym zakresem,
- Resource Kit – podręczniki omawiające systemy operacyjne, serwery, aplikacje, technologie, w tym również związane z bezpieczeństwem,
- Inside Out – seria omawiająca systemy operacyjne, aplikacje „od środka” przeznaczona dla zaawansowanych użytkowników.

Poza wymienionymi seriami istnieją także książki zorientowane na produkty, a nie należące do żadnej z powyższych serii. Są to książki związane z językami programowania (np. Language Reference), praktycznymi aspektami programowania, jak również jego niezawodnością.